# Deus Ex Machina (Lost)
"Deus Ex Machina" er det nittende afsnit af tv-serien Lost. Episoden blev instrueret af Robert Mandel og skrevet af Carlton Cuse & Damon Lindelof. Det blev første gang udsendt 30. marts 2005, og karakteren John Locke vises i afsnittets flashbacks.